# Sumner (Maine)
Sumner – miasto w Stanach Zjednoczonych, w stanie Maine, w hrabstwie Oxford.